# Weston Underwood
Weston Underwood är en by och en civil parish i Amber Valley i Storbritannien. Den ligger i grevskapet Derbyshire och riksdelen England, i den södra delen av landet, 190 km nordväst om huvudstaden London. Orten har 374 invånare (2011). Byn nämndes i Domedagsboken (Domesday Book) år 1086, och kallades då Westune.